# 홋카이도 신문

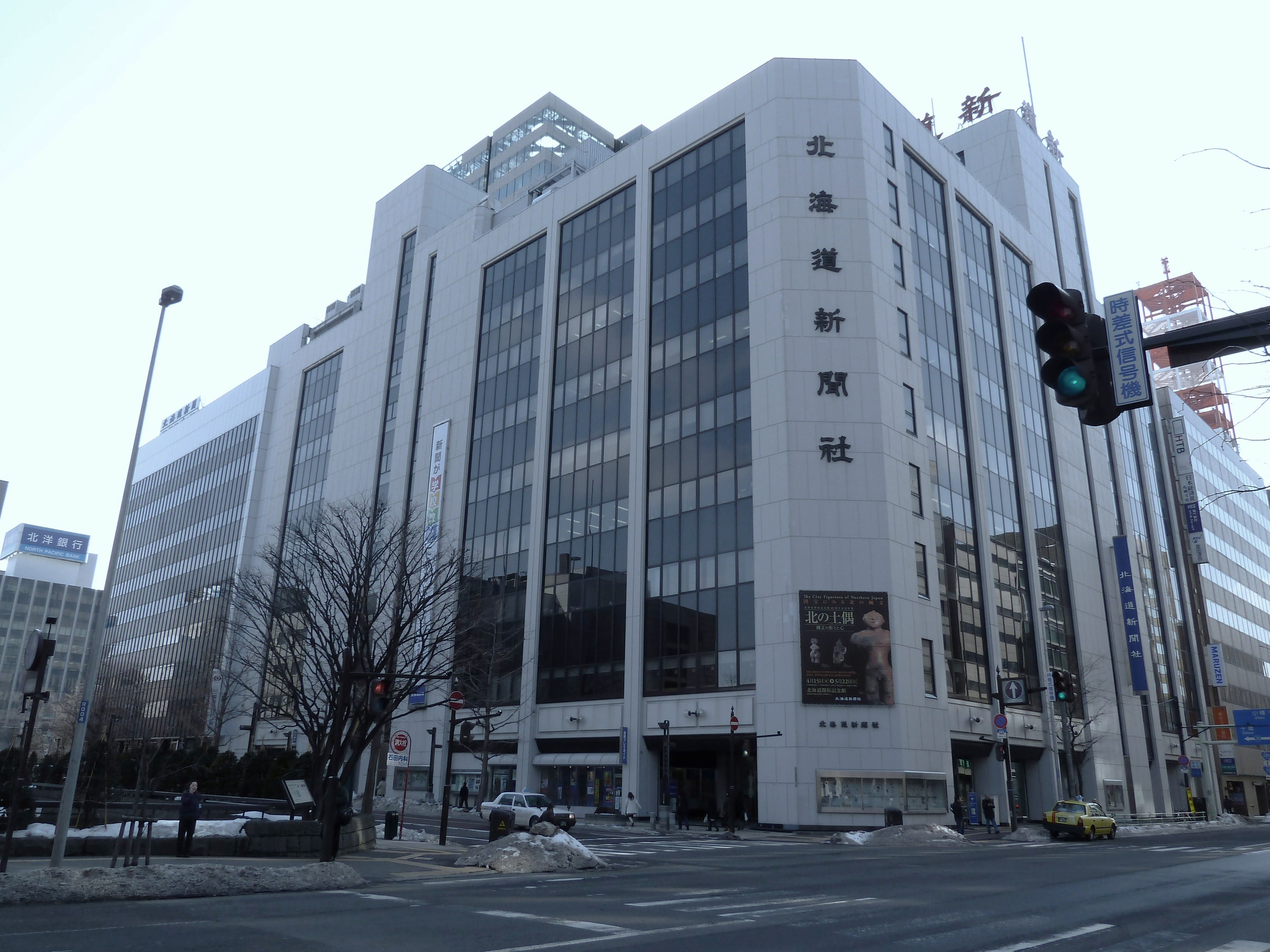
홋카이도 삿포로 시에 소재 홋카이도 신문사 본사 빌딩

홋카이도 신문(일본어: 北海道新聞)은 일본의 홋카이도 신문사(株式会社北海道新聞社)가 발행하여, 주로 홋카이도 권역에 배포되고 있는 지방 일간 신문이다. 홋카이도 신문사는 삿포로를 중심으로 하는 북부(北部) 지방의 민영방송인 홋카이도 방송을 소유하고 있으며, 프로 야구단인 홋카이도 닛폰햄 파이터스 및 프로축구 J2리그의 콘사도레 삿포로에 출자하고 있다. 특히 홋카이도 닛폰햄 파이터스의 경우는 지역 프랜차이즈화를 위해 캠페인을 전개해왔으며, 요미우리 신문, 주니치 신문처럼 구단 경영에 본격적인 참여를 모색하고 있다.

## 같이 보기
- 주니치 신문
- 도쿄 신문